# Polanów (gmina)
Polanów est une gmina mixte du powiat de Koszalin, Poméranie occidentale, dans le nord-ouest de la Pologne. Son siège est la ville de Polanów, qui se situe environ 35 km à l'est de Koszalin et 159 km au nord-est de la capitale régionale Szczecin.
La gmina couvre une superficie de 393,08 km2 pour une population de 8 867 habitants en 2016.

## Géographie
Outre la ville de Polanów, la gmina inclut les villages de Bagnica, Bartlewo, Bożenice, Bukowo, Buszyno, Cetuń, Chocimino, Chocimino Leśne, Chróstowo, Czarnowiec, Czyżewo, Dadzewo, Dalimierz, Doły, Domachowo, Dzikowo, Garbno, Gilewo, Głusza, Gołogóra, Gosław, Gostkowo, Jacinki, Jaromierz Polanowski, Jeżewo, Kania, Karsina, Karsinka, Kępiec, Kępiny, Kierzkowo, Knieja, Komorowo, Kopaniec, Kościernica, Krąg, Krytno, Łąkie, Lipki, Liszkowo, Łokwica, Małomierz, Mirotki, Młyniska, Nacław, Nadbór, Nowy Żelibórz, Osetno, Piaskowo, Pieczyska, Pokrzywno, Powidz, Przybrodzie, Puławy, Pyszki, Racibórz Polanowski, Racław, Rekowo, Rochowo, Rosocha, Rzeczyca Mała, Rzeczyca Wielka, Rzyszczewko, Samostrzel, Smugi, Sowinko, Stare Wiatrowo, Stary Żelibórz, Stołpie, Strzeżewo, Świerczyna, Szczerbin, Trzebaw, Warblewo, Wielin, Wietrzno, Zagaje, Żdżar, Zdzieszewo et Żydowo.
La gmina borde les gminy de Biały Bór, Bobolice, Kępice, Malechowo, Manowo, Miastko, Sianów et Sławno.